# WestQuay
WestQuay est un centre commercial britannique situé à Southampton, en Angleterre. Ce centre ouvert le 28 septembre 2000 abrite environ 150 enseignes sur trois niveaux.